# 조에쓰묘코역
조에쓰묘코역(일본어: 上越妙高駅)은 일본 니가타현 조에쓰시에 있는 철도역이다.

## 접속 노선
- 동일본 여객철도 및 서일본 여객철도
  - 호쿠리쿠 신칸센(이아먀·도쿄 방면은 동일본 여객철도 관할, 이토이가와·가나자와 방면은 서일본 여객철도 관할)
- 에치고토키메키 철도
  - 묘코 하네우마 라인

## 타는 곳

### 호쿠리쿠 신칸센
| 11·12 | 호쿠리쿠 신칸센 | 상행 | 나가노·다카사키·도쿄 방면   |
| 13·14 | 호쿠리쿠 신칸센 | 하행 | 도야마·가나자와·쓰루가 방면 |

### 에치고토키메키 철도
| 1 | 묘코 하네우마 라인 | (상행) | 아라이 · 묘코코겐 · 나가노방면    |
| 2 | 묘코 하네우마 라인 | (하행) | 나오에쓰 · 나가오카 · 니가타 방면 |

## 이용 현황
| 연도     | 이용 현황 | 연도     | 이용 현황 |
| 2000년도 | 145       | 2005년도 | 135       |
| 2001년도 | 146       | 2006년도 | 135       |
| 2002년도 | 137       | 2007년도 | 136       |
| 2003년도 | 131       | 2008년도 | 128       |
| 2004년도 | 129       | 2009년도 | 116       |
| -------- | --------- | -------- | --------- |

## 역사
- 1918년 11월 1일 : 와키노다 신호장(脇野田信号場)으로서 설치.
- 1921년 8월 15일 : 와키노다역으로 승격.
- 1987년 4월 1일 : 민영화에 따라, 동일본 여객철도로 이관.
- 2014년 10월 19일: 역사 이전.
- 2015년 3월 14일: 조에쓰묘코역으로 명칭 변경, 호쿠리쿠 신칸센이 개통, 신에쓰 본선이 에치고토키메키 철도에 이관.

## 인접 정차역
| 동일본 여객철도·서일본 여객철도 호쿠리쿠 신칸센 | 동일본 여객철도·서일본 여객철도 호쿠리쿠 신칸센 | 동일본 여객철도·서일본 여객철도 호쿠리쿠 신칸센 |
| ----------------------------------------------- | ----------------------------------------------- | ----------------------------------------------- |
| 이야마 도쿄 방면                                |                                                 | 이토이가와 가나자와 방면                        |
| 에치고토키메키 철도 묘코 하네우마 라인          |                                                 |                                                 |
| 기타아라이 묘코코겐 방면                        | 보통                                            | 미나미타카다 나오에쓰 방면                      |